# SAORI (YouTuber)
SAORI（サオリ、本名：高山 沙織（たかやま さおり）、3月24日 - ）は、日本のモデル、YouTuber。大阪府出身。自称「アンドロイドのお姉さん」。

## 来歴
2016年、京都産業大学外国語学部を卒業。アパレル会社に内定をもらっていたがそれを止め、卒業と共に上京しモデル業に就く。エキストラや展示会のコンパニオンなどをしつつ、それ以外はアルバイトで生活費を稼いでいた。
2017年、東京ゲームショウにてゲーム『Detroit: Become Human』のPRのため、ゲームに登場するアンドロイド役のオファーを受けて展示ブースで演じたところ、SNSで「人間なのかアンドロイドなのかわからない」と話題になる。それまで知名度は全くなかったが、これ以降モデル人生が一変、仕事のオファーがもらえるようになった。
2019年からアンドロイドをコンセプトにしたYouTubeチャンネル「アンドロイドガール」をチームで開設するが、2020年に解消して個人チャンネル「散歩するアンドロイド」を開設する。
コンテンツは趣味である旅系の動画である。
大阪府出身、在住であるが、東京都で長らく働いたこともあり、動画内においては標準語の中に、時折、大阪弁が混ざる言語で話す。

## 著書
- 散歩するアンドロイド（KADOKAWA、2022年、ISBN 978-4-04-605556-9）
- 最長片道切符鉄道の旅（イカロス出版、2024年、ISBN 978-4-8022-1427-8）

## 出演

### テレビドラマ
- コードネームミラージュ 第8話（2017年、テレビ東京）[2]

### バラエティ
- 激レアさんを連れてきた。（2020年2月1日、テレビ朝日） - ゲスト

### CM
- ニベア花王「8×4〜ブランドリステージ篇〜」（2017年）[2]
- JACCS「2042年のクリスマス」（2017年、WEB） - アンドロイド 役[1]
- JACCS「2045年のSAKURA」（2019年、WEB） - アンドロイド 役[1]
- アユムホーム（2022年、WEB）
- 成和産業（2023年 - ）
- 美作大学「アンドロイド」篇（2024年）

### MV
- ケツメイシ「はじまりの予感」（2017年）[2]